# Poklonnik
Poklonnik (Поклонник) è un film del 1999 diretto da Nikolaj Lebedev.

## Trama
Il film racconta di una ragazza di nome Lena, i cui genitori sono divorziati. Ha trovato un lavoro all'ufficio postale dove tutti parlano di un serial killer. All'improvviso, gli hooligan hanno attaccato Lena e un uomo sconosciuto l'ha protetta. Comincia a pensare che sia lui il serial killer.